# Ernst Jahr
Ernst-Hermann Hans Konrad Karl Jahr (* 12. Juni 1909 in Cramon, Kreis Schwerin; † 16. Januar 1980 in Lemgo) war ein deutscher Polizeibeamter und SS-Sturmbannführer.

## Leben und Wirken
Ernst Jahr wurde als dritter Sohn eines Pfarrers geboren. Im Jahre 1912 verzogen seine Eltern mit ihm nach Detmold, wo er die Volksschule und anschließend das Gymnasium besuchte. Nach bestandenem Abitur im Jahre 1929 studierte er an den Universitäten in Rostock, Graz, Berlin und Göttingen Rechtswissenschaft. Am 13. Mai 1933 legte er die erste juristische Staatsprüfung beim Oberlandesgericht Celle ab. Im Herbst 1933 promovierte er an der Universität in Göttingen zum Dr.jur. Während seiner praktischen Ausbildung als Referendar wohnte er im Elternhaus. Am 14. Mai 1937 bestand er vor dem Reichsjustizprüfungsamt in Berlin das große juristische Staatsexamen. 
Zum 2. Juni 1930 trat er in die NSDAP (Mitgliedsnummer 196.793). Seit 30. Juni 1933 war er Angehöriger der SS (SS-Nummer 86.155). Entgegen den Einwänden seines Vaters bewarb er sich beim Geheimen Staatspolizeiamt in Berlin um Einstellung in den höheren Dienst. Nachdem er zunächst einige Rechtsanwälte vertreten hatte, wurde er zum 15. September 1937 als Assessor zum Geheimen Staatspolizeiamt einberufen. Nach der allgemeinen Ausbildung war er in der wirtschaftspolitischen Abteilung tätig. Seit der Bildung des Reichssicherheitshauptamtes im Jahre 1939 war er bis etwa Herbst 1940 Sachbearbeiter der Abteilung IV B 3 (Wirtschaftssabotage, Korruption, Sozialpolitik, Detekteien und Bewachungsgewerbe). Anschließend leitete er bis Anfang 1943 das Pressereferat im Reichssicherheitshauptamt. In diesem Referat hatte er die ausländische Presse zu überwachen und insbesondere die Druckschriftenprüfstellen in Berlin, Frankfurt am Main, München und Wien zu leiten, in denen sämtliche vom Ausland nach Deutschland gesandten Druckschriften geprüft wurden. Er überprüfte an Ort und Stelle das Funktionieren der einzelnen Prüfstellen, ihre personelle Besetzung sowie die Art und Weise und die Maßstäbe der Prüfung.
Zum 15. Februar 1943 wurde er nach Königsberg versetzt als Vertreter des Leiters der dortigen Staatspolizeileitstelle. Durch Erlass vom 9. September 1943 wurde er mit Wirkung vom gleichen Tage nach Tilsit als Leiter der Staatspolizeistelle versetzt. Am 1. Januar 1945 kam er zum Reichssicherheitshauptamt zurück und führte dort bis Kriegsende das Kirchenreferat (Amt IV A 4 a).
Bei Kriegsende wurde Jahr unter seinem richtigen Namen als angeblicher einfacher Zollgrenzschutzmann ohne Dienstgrad einer Zollgrenzschutzeinheit in Husum zugeteilt. Als sich die Einheit im Mai 1945 auflöste, begab er sich zu einem Bauern in Cäcilienkoog bei Bredstedt/Schleswig-Holstein. Dort blieb er bis zu seiner Internierung am 12. Dezember 1945. 
Durch die Spruchkammer Bielefeld wurde er am 25. September 1947 wegen Zugehörigkeit zu verbrecherischen Organisationen zu sieben Jahren Gefängnis verurteilt, die seit dem 12. Dezember 1945 erlittene Internierungshaft wurde auf die Strafe angerechnet. Am 5. Oktober 1950 wurde er auf Bewährung aus der Strafhaft entlassen. 
Nach der Entlassung aus der Haft arbeitete er zunächst in Göttingen als Hilfsarbeiter in einer Druckerei. Im Jahre 1951 wurde er für kurze Zeit Geschäftsführer mehrerer Haus- und Grundbesitzervereine in Paderborn. Nach mehrjähriger Tätigkeit in einem Anwaltsbüro in Detmold, seit 1954 selbst als zugelassener Rechtsanwalt, kam er im Jahre 1955 zur Polstermöbelfirma Wilmsmeier nach Lemgo. Dort war er bis zu seiner Verhaftung am 9. Oktober 1961 Leiter der Rechtsabteilung. Am 12. Oktober 1961 wurde Jahr durch das Landgericht Dortmund wegen begangener Kriegsverbrechen in Litauen zu einer Haftstrafe von drei Jahren und drei Monaten verurteilt.

## Schriften
- Das Regierungsgesetz, Bochum 1935. (Dissertation)